# Tirà reial sulfuri
El tirà reial sulfuri (Myiodynastes luteiventris) és un ocell de la família dels tirànids (Tyrannidae).

## Hàbitat i distribució
Habita el bosc obert, boscos de ribera i matolls de les terres baixes des del sud-est d'Arizona, est de Sonora, oest de Chihuahua, Nuevo León i Tamaulipas cap al sud a la llarga d'ambdues vessants de Mèxic, incloent la Península del Yucatán, fins al centre de Costa Rica.